# Cuphea distichophylla
Cuphea distichophylla är en fackelblomsväxtart som beskrevs av Alicia Lourteig. Cuphea distichophylla ingår i släktet blossblommor, och familjen fackelblomsväxter. Inga underarter finns listade i Catalogue of Life.